# Cerotainia bella
Cerotainia bella là một loài ruồi trong họ Asilidae. Cerotainia bella được Schiner miêu tả năm 1867. Loài này phân bố ở vùng Tân nhiệt đới.